# Ciutulești, Florești
Ciutulești este satul de reședință al comunei cu același nume din raionul Florești Republica Moldova.

## Demografie

### Structura etnică
Structura etnică a satului conform recensământului populației din 2004:
| Grup etnic         | Populație | % Procentaj |
| ------------------ | --------- | ----------- |
| Moldoveni / Români | 2.290     | 99,26%      |
| Ucraineni          | 6         | 0,26%       |
| Ruși               | 4         | 0,17%       |
| Găgăuzi            | 2         | 0,09%       |
| Bulgari            | 2         | 0,09%       |
| Alții              | 3         | 0,13%       |
| Total              | 2.307     | 100%        |

## Personalități
- Nicolae Casso (1839–1904), revoluționar
- Lev Casso (1865–1914), politician țarist, Ministru al Educației al Imperiului Rus
- Nicolae Timofti (n. 1948), Președintele Republicii Moldova în 2012-2016